# Gais (Szwajcaria)
Gais (gsw. Gääss) – gmina (niem. Einwohnergemeinde) w północno-wschodniej Szwajcarii, w kantonie Appenzell Ausserrhoden, w niemieckojęzycznej części kraju. 31 grudnia 2014 liczyła 3081 mieszkańców. Do 1995 należała do okręgu Mittelland.

## Demografia
Na dzień 31 grudnia 2020 obcokrajowcy stanowili 12,7% ogółu mieszkańców.